# Bruchreihe
Die Bruchreihe [ˈbʁuːχˌʁaɪ̯ə] (auch Frauenbach) ist ein orografisch rechter Zufluss des Hurlebachs im Bad Harzburger Ortsteil Harlingerode.

## Geschichte
Der Name Bruchreihe bezieht sich auf seine Funktion als Entwässerungsgraben für das Harlingeröder Bruch, das bis in die Neuzeit ein Sumpfgebiet war. Ein anderer Name des Bachs lautet Frauenbach (niederdeutsch: Frohbeek).
Im Laufe des 20. Jahrhunderts der Ortschaft degradierte der Bach zu einem Rinnsal. Nach der Errichtung der Harlingeröder Grundschule wurde die Bruchreihe daher ca. 1960 verrohrt, um Platz für einen Fußweg zu schaffen. der ehemalige Düker durch die Bahnstrecke Bad Harzburg–Oker wurde zum Personendurchgang umfunktioniert. Der darauf entstandene Weg erhielt den Spitznamen „Messeschnellweg“, da er über die Zeit für allerlei Erledigungen der Einwohner genutzt wurde. In Harlingerode wurde die Straße Am Frohbeek nach dem Bach benannt.
Ein Teilstück der Verrohrung wurde in den 2000er-Jahren am Neubaugebiet Vor dem Bruche freigelegt, um den Einlass eines Regenrückhaltebeckens zu ermöglichen.

## Verlauf
Von ihrem grob 1,3 Kilometer langen, geschichtlich belegten Verlauf liegen nur noch etwa 40 Meter frei. Diese befinden sich unmittelbar südlich der Landstraße und westlich des Regenrückhaltebeckens. Der Bach ist in einer etwa ein Meter tiefen Sohle gelegen und begradigt. Nach dem Eintritt in der Verrohrung verläuft die Bruchreihe unterhalb des örtlichen Nord-Süd-Fußweges und mündet unterhalb der Worthstraße in den Hurlebach.

## Bilder

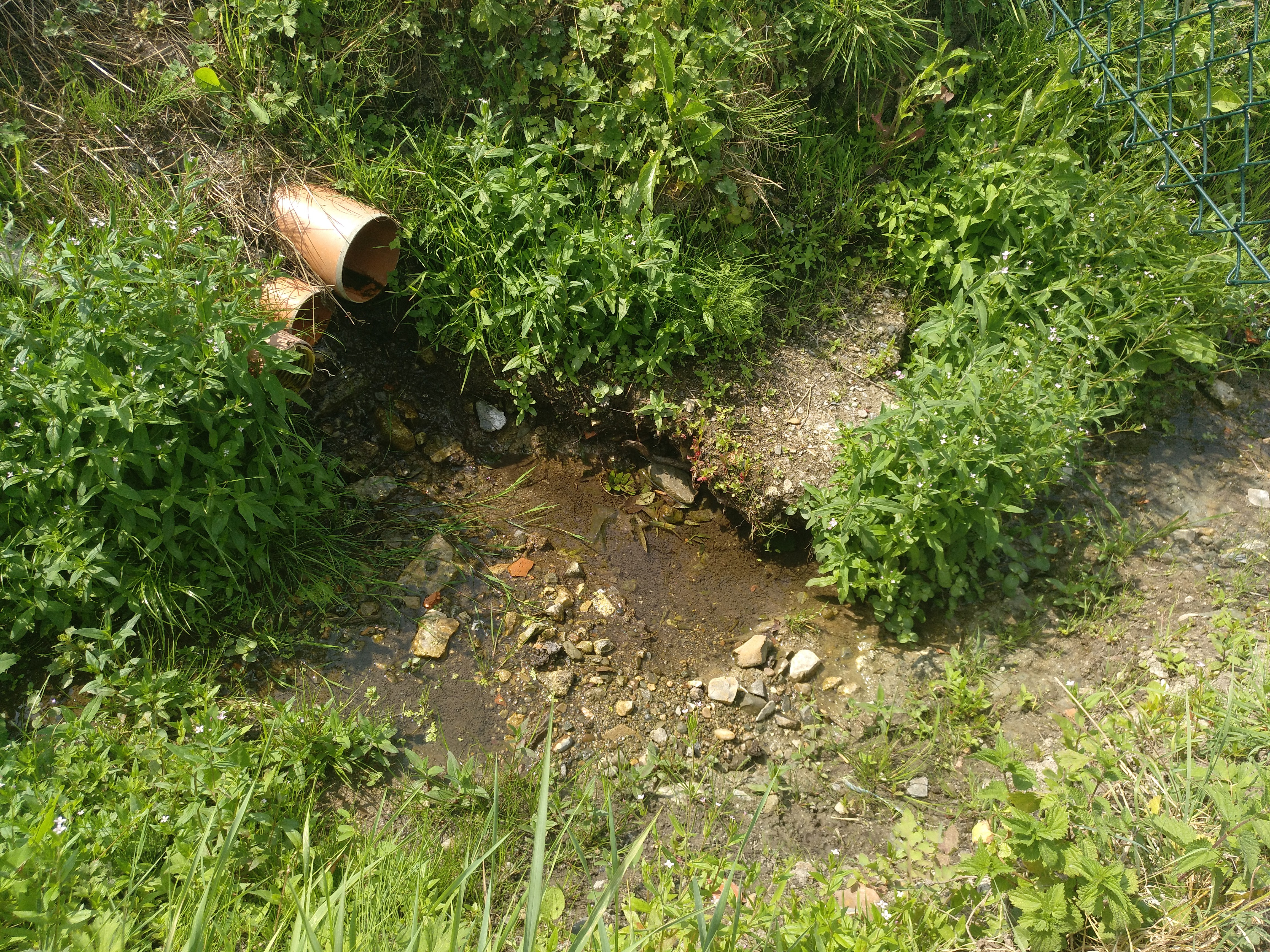
Erstmaliger Austritt an die Oberfläche
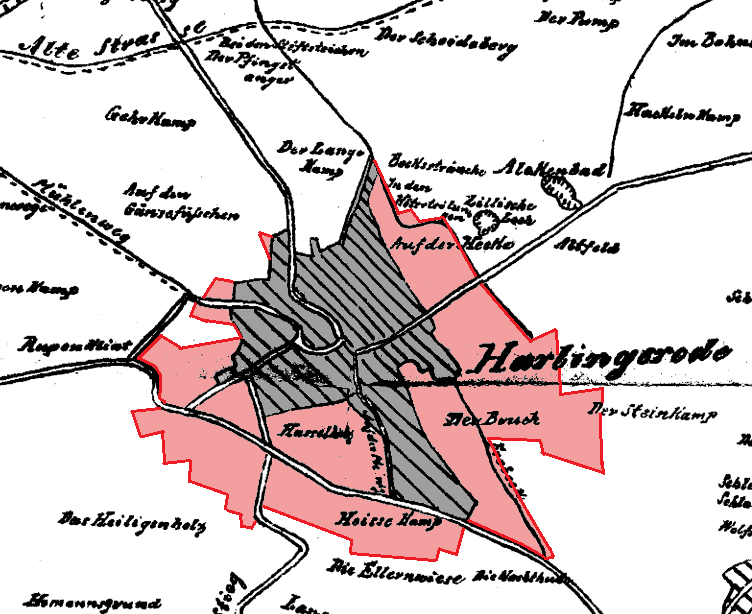
Die historische Frobeek im Jahre 1910